# Svetoblažje
Svetoblažje – wieś w Chorwacji, w żupanii osijecko-barańskiej, w gminie Trnava. W 2011 roku liczyła 70 mieszkańców.